# 托氏鰣
托氏鰣為輻鰭魚綱鲱形目鲱科的其中一種，分布於印度西太平洋區，包括模里西斯、阿曼、巴基斯坦、印度、斯里蘭卡、孟加拉、安達曼群島、緬甸、泰國、印尼、柬埔寨、泰國、馬來西亞、台灣等海域，體長可達30公分，棲息在沿海海域、河口區，為迴游性魚類，可忍受鹽度的變化，主要以浮游生物為食，可做為食用魚。

## 擴展閱讀
維基物種上的相關：托氏鰣